# Mohamed El-Bassiouny
Mohamed Hesham El-Bassiouny (nascido em 10 de maio de 1990) é um handebolista egípcio que integrou a seleção egípcia nos Jogos Olímpicos de Verão de 2016 no Rio de Janeiro, onde a equipe ficou em nono lugar. Atua como armador central e joga pelo clube Alexandria SC.